# Easy Money (seriál)
Easy Money je americký komediálně-dramatický televizní seriál, jehož autory jsou Diane Frolov a Andrew Schneider. Premiérově byl vysílán v roce 2008 na stanici The CW. Natočeno bylo osm z třinácti objednaných dílů, z vysílání byl ovšem kvůli nízké sledovanosti stažen již po čtyřech epizodách. Zbývající díly byly odvysílány následující rok.

## Příběh
Bobette Buffkin vede malou rodinnou firmu poskytující krátkodobé půjčky. Jediným, kdo jí pomáhá, je její syn Morgan. Dysfunkční rodina zahrnuje ještě otce Roye, obvykle polehávajícího u televize, syna Coopera, obvykle sedícího za monitorem počítače, a dceru Brandy s pochybnými morálními zásadami.

## Obsazení
- Laurie Metcalf jako Bobette Buffkin
- Jeff Hephner jako Morgan Buffkin
- Jay R. Ferguson jako Cooper Buffkin
- Katie Lowes jako Brandy Buffkin
- Marsha Thomason jako Julia Miller
- Nick Searcy jako Roy Buffkin

## Seznam dílů
| Č. v seriálu | Původní název         | Režie           | Scénář                                     | Premiéra v USA    |
| ------------ | --------------------- | --------------- | ------------------------------------------ | ----------------- |
| 1            | DNA                   | Alik Sakharov   | Diane Frolov a Andrew Schneider            | 5. října 2008     |
| 2            | Sub-Prime             | Alik Sakharov   | Diane Frolov a Andrew Schneider            | 12. října 2008    |
| 3            | Collateral Damage     | Rick Wallace    | Bob Lowry, Diane Frolov a Andrew Schneider | 19. října 2008    |
| 4            | Chock Full O' Nuts    | Rob Thompson    | Bobby Gaylor                               | 26. října 2008    |
| 5            | Extra Mayo            | Nick Marck      | Stephen Hootstein                          | 26. července 2009 |
| 6            | Bassmaster            | Kenneth Johnson | Steve Kornacki                             | 2. srpna 2009     |
| 7            | Bella Roma            | Max Tash        | Diane Frolov a Andrew Schneider            | 9. srpna 2009     |
| 8            | Bags, Bangles & Booty | Stephen Cragg   | Stephen Hootstein                          | 16. srpna 2009    |